# ExxonMobil
Exxon Mobil Corporation (NYSE : XOM) (en version courte ExxonMobil) est une société pétrolière et gazière américaine, dirigée par Darren Woods depuis 2017 et dont le siège social est situé à Spring, dans la banlieue nord de Houston.
Avec un chiffre d'affaires de 286 milliards de dollars en 2021, pour un bénéfice de 23 milliards, elle fait partie des entreprises ayant les plus importants bénéfices au monde.
Jusqu'en 2018, ExxonMobil est dans les dix premières entreprises mondiales en matière de capitalisation boursière. ExxonMobil était déjà en 1975, derrière IBM, une des premières valorisations boursières du monde.
Elle représente environ 2 % de la capitalisation du NYSE. Elle est en concurrence avec Shell dont les fonds propres et le chiffre d'affaires sont plus importants. ExxonMobil n'en reste pas moins l'une des plus grosses « supermajors » pétrolières dont les champs pétroliers et gaziers abritent l'équivalent de près de 22,4 milliards de barils, ce qui constitue les réserves prouvées les plus importantes pour une entreprise privée. Elle est la première société privée en matière de réserves, mais bon nombre de compagnies publiques ont des réserves plus importantes comme en Arabie saoudite, en Iran, en Irak, au Koweït, au Nigeria et au Venezuela.
ExxonMobil est l'une des principales entreprises émettrices de gaz à effet de serre dans le secteur des hydrocarbures et recourt à du lobbying pour contrer les mesures de lutte contre le réchauffement climatique.
ExxonMobil a fait l'objet de nombreuses critiques, principalement en raison d'incidents environnementaux et de ses antécédents en matière de déni du changement climatique, alors que les scientifiques s'accordent à dire que les combustibles fossiles contribuent de manière significative au réchauffement de la planète. L'entreprise est responsable de nombreuses marées noires, dont la plus importante et la plus notable est celle de l'Exxon Valdez en Alaska, elle-même considérée comme l'une des pires marées noires au monde en termes de dommages à l'environnement. L'entreprise a également été la cible d'accusations de violations des droits de l'homme, d'influence excessive sur la politique étrangère des États-Unis et d'impact sur diverses sociétés à travers le monde.

## Histoire

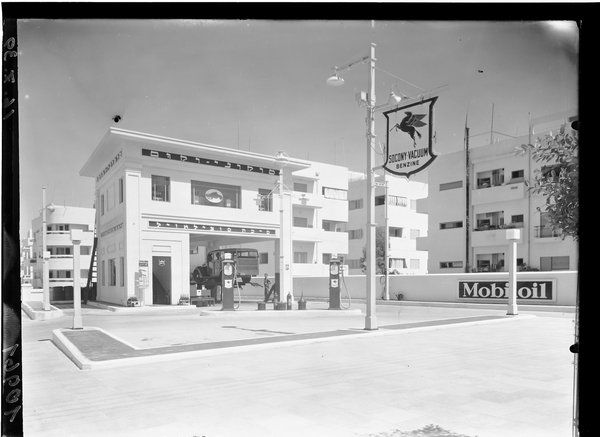
Une station-service Socony-Vacuum à la marque Mobiloil (peinte sur le mur à droite), avec le Pégase (suspendu à un mât), à Tel-Aviv en 1939.

### Avant la fusion de Exxon et Mobil de 1999
John D. Rockefeller crée la Standard Oil Company en 1870, qui contrôle la moitié de la distribution du pétrole mondial en 1900 et 85 % du volume intérieur des États-Unis[Quoi ?] en 1904. Profitant de ce quasi-monopole il fait pression sur les producteurs pour faire baisser le prix de vente. En 1911, l'État fédéral américain condamne la Standard Oil à la dissolution pour violation des lois antitrust. Elle est alors scindée en 34 sociétés distinctes, parmi lesquelles Standard Oil Co. of New Jersey (SONJ, la future Exxon), Standard Oil Co. of New York (Socony) et Vacuum Oil Co.
En 1920, Vacuum Oil crée la marque « Mobiloil ». En 1928 SONJ signe l'accord d'Achnacarry et en 1931, Socony et Vacuum Oil fusionnent pour former Socony-Vacuum, la future Mobil.
À partir de 1911, SONJ dispose des droits d’utilisation de la marque « Standard Oil » dans six États de l'Est des États-Unis. Pour ces États, elle décide de vendre ses produits sous la marque « Esso », acronyme de « Eastern States Standard Oil », en français : « Standard Oil des États de l'Est ». SONJ utilise aussi la marque Esso dans l'État de New York et dans les six États de la Nouvelle-Angleterre, car la Socony-Vacuum ne s'y oppose pas. Néanmoins, dans les autres États des États-Unis, les autres compagnies issues de la scission de Standard Oil de 1911 s'y opposent et obtiennent en 1937 un arrêt de la Cour suprême en leur faveur. En 1941, SONJ acquiert en complément les droits d'utilisation de la marque « Esso » dans cinq autres États. Dans la plupart des autres États, SONJ utilise la marque « Enco (en) » (pour « Energy Company »), et « Humble » dans les autres.
En 1933, SONJ (aussi appelée « New Jersey Standard ») et Socony-Vacuum s'associent dans une société à parts égales, nommé « Stanvac », pour leurs activités en Extrême-Orient. Elle sera présente dans environ cinquante pays du Monde, dont la Nouvelle-Zélande, la Chine, des pays de l'Afrique de l'Est, avant d’être dissoute en 1962.
Les deux sociétés, SONJ et Socony, font partie dudit « cartel des sept sœurs » jusqu'en 1959. En 1955, Socony-Vacuum est renommée « Socony Mobil Oil Company ». Elle transforme sa marque « Mobiloil » en « Mobil », avec un nouveau logotype en 1963 et en 1966, elle devient la « Mobil Oil Company ».
En 1972, SONJ adopte la marque « Exxon » pour l’ensemble de ses points de vente « Enco » et « Esso » aux États-Unis. Simultanément, le nom « SONJ » (Standard Oil of New Jersey) est remplacé par « Exxon Corporation » et la société Humble Oil devient « Exxon Company, USA ». La marque « Esso » reste en place dans les autres pays du monde.
Le 30 novembre 1999, Exxon Corporation et Mobil Oil Company, respectivement numéros 2 et 4 mondiaux à l'époque derrière BP, décident de fusionner leurs activités pour former la nouvelle société « ExxonMobil Corporation ».

### Après la fusion de 1999

La marque de commercialisation « Esso » est utilisée dans la plupart des pays de la planète (dont la France et le Canada). Aux États-Unis, les marques Exxon et Mobil coexistent.

En 2008, la société enregistre un bénéfice record de 45,2 milliards USD, établissant ainsi un nouveau record historique et battant le précédent qu'elle détenait.
Le groupe est associé, avec Total et quatre autres groupes pétroliers, au projet Kashagan, qui a subi plusieurs retards et est très critiqué par certaines ONG environnementales, dont Les Amis de la Terre (en raison de son caractère très polluant et générateur de risque et de gaz à effet de serre).
En novembre 2013, Exxon vend ses opérations à Hong Kong notamment de productions d'électricité pour 3,4 milliards de dollars.
En août 2014, Esso SAF, filiale française du groupe, vend 322 stations-service à la marque Esso situées en France pour 106 millions d'euros, après la vente de 78 en 2012. L'acheteur obtient l'autorisation de continuer à utiliser la marque Esso en échange d'un contrat d'approvisionnement auprès des raffineries Esso en France.
En avril 2018, ExxonMobil acquiert Federal Karyatama, entreprise indonésienne de lubrifiant pour 436 millions de dollars. En mai 2018, Esso Italiana, filiale italienne du groupe annonce la vente à l'entreprise algérienne Sonatrach de sa raffinerie d'Augusta en Sicile[réf. nécessaire].
En septembre 2019, ExxonMobil annonce la vente de ses activités en Norvège pour quatre milliards de dollars.
Le 4 mars 2021, l’entreprise saisit la justice afin d’échapper au versement d’une indemnité de 11,7 millions de dollars au groupe australien Macquarie Energy, faute d’avoir pu respecter ses engagements en matière de livraisons de gaz. En juin 2021, Exxon annonce la vente de ses activités dans les polymères élastiques, Santoprene à l'entreprise chimique Celanese pour 1,15 milliard de dollars.
En février 2022, ExxonMobil annonce avoir réalisé un bénéfice net de 23 milliards de dollars en 2021, profitant de la forte hausse des cours des hydrocarbures dans un contexte de relance post-Covid. Au cours de l'année 2021, quinze milliards de dollars auront été versés aux actionnaires sous forme de dividendes, alors que les effectifs du groupe ont diminué de plus de 10 % passant de 72 000 salariés fin 2020 à 63 000 fin 2021.
En juillet 2023, ExxonMobil annonce l'acquisition pour 4,9 milliards de dollars de Denbury, spécialisée dans la captation de Co². En octobre 2023, ExxonMobil annonce l'acquisition de Pioneer Natural Resources pour 60 milliards de dollars, dans le but de renforcer sa présence dans le bassin permien.

## Activités

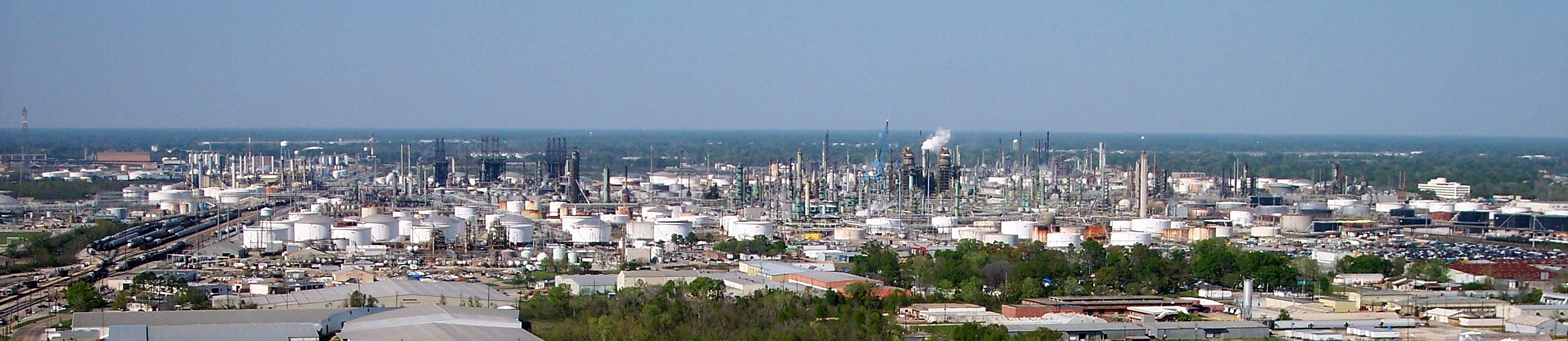
Raffinerie de Bâton-Rouge.

Elle possède 45 raffineries dans 25 pays qui ont une capacité de distillation de 6,3 millions de barils de pétrole par jour. Elle dispose en outre de 42 000 stations-service dans plus de cent pays sous les marques Exxon, Esso et Mobil. ExxonMobil est aussi un producteur majeur de produits pétrochimiques.
En 2006, la compagnie a consacré 80 millions de dollars (soit deux millièmes de ses profits) à des œuvres philanthropiques aux États-Unis.
La plus grande raffinerie d'ExxonMobil est située à Singapour.
Aux États-Unis, la raffinerie la plus importante détenue par le groupe est située à Baytown (Texas). Elle est suivie par les raffineries de Bâton-Rouge (Louisiane) et Beaumont (Texas).

## Données financières
| Année                    | 2016    | 2017    | 2018    | 2019    | 2020    | 2021    | 2022    |
| ------------------------ | ------- | ------- | ------- | ------- | ------- | ------- | ------- |
| Chiffre d'affaires       | 226 094 | 244 363 | 290 212 | 264 938 | 181 502 | 285 640 | 413 680 |
| Résultat d'exploitation  | 10 449  | 20 796  | 32 426  | 17 231  | −7 278  | 32 154  |         |
| Résultat net             | 7 840   | 19 710  | 20 840  | 14 340  | −22 440 | 23 040  | 55 740  |
| Dettes financières       | 39 105  | 39 159  | 34 754  | 43 831  | 63 276  | 40 902  |         |
| Effectifs en fin d'année | 71 100  | 69 600  | 71 000  | 74 900  | 72 000  | 63 000  |         |

En 2022, l'entreprise enregistre une hausse de son chiffre d'affaires de 45 % et un bénéfice record de 55,7 milliards de dollars sous l'effet de la reprise économique et de la guerre en Ukraine.

## Dirigeants
Le CEO d'ExxonMobil est, depuis 2016, Darren Woods. Il a succédé à Rex W. Tillerson, désigné par Donald Trump pour occuper le poste de secrétaire d'État des États-Unis.
Les autres membres du conseil d'administration sont Edward E. Whitacre, Jr., Steven S Reinemund, Samuel J. Palmisano, Marilyn Carlson Nelson, William W. George (qui fait également partie du conseil d'administration de la banque d'investissement américaine Goldman Sachs), Kenneth C. Frazier, Jay S. Fishman, Larry R. Faulkner, Peter Brabeck-Letmathe, Michael J. Boskin.

## Actionnaires
Liste des principaux actionnaires au 18 octobre 2021 :
| The Vanguard Group                                 | 7,93 % |
| State Street Global Advisors (en) Funds Management | 5,96 % |
| BlackRock Fund Advisors                            | 2,12 % |
| Fidelity Management & Research                     | 1,56 % |
| Geode Capital Management                           | 1,55 % |
| Capital Research & Management                      | 1,32 % |
| Northern Trust Investments                         | 1,20 % |
| Berkshire Hathaway (Investment Management)         | 0,97 % |
| Norges Bank Investment Management                  | 0,94 % |
| State Farm Investment Management                   | 0,79 % |

## Affaires

### Contre l'attribution du réchauffement climatique aux activités humaines
Exxon a jusqu'ici réussi, en finançant un nombre important de chercheurs pour qu'ils défendent la thèse d'un réchauffement naturel du climat, à limiter les mesures restreignant les usages des énergies fossiles, ainsi que le développement des biocarburants, dans lesquels Exxon n'a pas actuellement d'intérêts. Ces actions ne visent pas à nier qu'il y ait un changement climatique, mais à contester le credo concernant son attribution aux émissions excessives de CO2 dues à la combustion d'énergies fossiles (pétrole, gaz naturel, charbon, etc.). À ce titre, Exxon apparaît dans un groupe de pression désigné, par ses détracteurs, sous le nom de « Carbon Club ».
Dès 1968, le Stanford Research Institute indique au grand pétrolier Exxon et à l’American Petroleum Institute : « Si les taux de CO2 continuent d’augmenter au rythme actuel, des élévations notables de la température seront probablement observées ».
En 1977, la propre Division de recherche sur les produits d’Exxon confirme dans un rapport que « On pense à l’heure actuelle que l’humanité dispose de cinq à dix ans, après quoi la nécessité de prendre des décisions difficiles pour modifier les stratégies énergétiques pourrait devenir critique ».
En 1980, Imperial Oil (filiale canadienne d’Exxon), publie une Review of Environmental Protection Activities for 1978-1979 affirmant qu’« il n’y a aucun doute que l’intensification de l’utilisation de combustibles fossiles […] aggrave le problème potentiel de l’élévation du taux de CO2 dans l’atmosphère ».
En 1982, les programmes sur les questions environnementales d'Exxon s'attendent à « des événements potentiellement catastrophiques » si l’utilisation des combustibles fossiles n’est pas réduite.
Malgré tous ces rapports sans ambiguïté, en 1997 Exxon s'oppose frontalement au Protocole de Kyoto, et est l'un des principaux artisans de sa non-ratification par les États-Unis : le PDG Lee Raymond affirme alors : « Il est très peu probable que la prise de mesures, aujourd’hui ou dans 20 ans, influe significativement sur la température au milieu du siècle prochain ».
De 1998 à 2005, Exxon finance un important think tank de déni climatique, versant deux millions de dollars au Competitive Enterprise Institute, qui affirme que le changement climatique créerait « un monde plus doux, plus vert et plus prospère », et Exxon commence à se répandre dans les médias pour conspuer la science climatique : en 2005, après l'attribution du prix Nobel au Groupe d'experts intergouvernemental sur l'évolution du climat (GIEC), Exxon publie un rapport pour diffamer cette institution et nier ses conclusions.
En 2000, Exxon rejette encore publiquement les hypothèses scientifiques des climatologistes, publiant deux articles concluant que le changement climatique pourrait constituer un risque, mais « légitime à long terme ».
En 2005, le film documentaire Une vérité qui dérange souligne les liens entre Philip Cooney, alors qu'il jouait un rôle dans l'administration publique, et ExxonMobil.
Fin-2006, le quotidien britannique The Independent avance l'estimation de 19 millions de dollars dépensés par Exxon pour financer ce que certains considèrent comme une désinformation climatique depuis 1998. Le site ExxonSecrets.org de Greenpeace évoque quant à lui une somme de plus de 22 millions de dollars.
En 2007, le quotidien britannique The Guardian confirme fin janvier cette tendance de lobbying, publiant l'information selon laquelle ExxonMobil, par l'intermédiaire d'un cercle de réflexion proche de l'administration Bush dont elle assure le financement, a annoncé qu'une enveloppe de 10 000 dollars avait été proposée à un ensemble de scientifiques sélectionnés afin qu'ils écrivent des articles contredisant les résultats du quatrième rapport d'évaluation du GIEC, en cours d'achèvement. Cette annonce parvient au même moment que la publication des résultats d'ExxonMobil pour l'exercice 2006, avec un bénéfice jusqu'alors inégalé de 39,5 milliards de dollars pour cette transnationale, essentiellement dû à la hausse des prix du pétrole observée de 2004 à 2006. 
En 2015 (de juillet à octobre), plusieurs articles sont publiés dans InsideClimate News, The Guardian, The Nation et Los Angeles Times indiquant qu'ExxonMobil était au courant depuis au moins les années 1980 des liens entre énergies fossiles et réchauffement climatique,. La compagnie réagit en affirmant que ces allégations sont fausses, et que quiconque se plongeant dans le sujet peut le vérifier. Deux chercheurs (Geoffrey Supran et Naomi Oreskes) décident d'effectuer cette vérification via une méthode scientifique éprouvée et issue des sciences sociales. 
Cette même année, le procureur général de New York Eric Schneiderman annonce l’ouverture d’une enquête sur ce que savait Exxon des risques liés au réchauffement climatique dû à la sur-utilisation de combustible fossile. Le New York Times met à jour sa charte éthique, notamment relative aux annonces publicitaires trompeuses, inexactes ou frauduleuses (qui sont interdits).
En 2016, les procureurs généraux de dix-sept États et territoires des États-Unis annoncent étudier ensemble si ExxonMobil Corporation et d'autres compagnies du secteur des combustibles fossiles auraient pu violer, de diverses manières des lois contre le racket ou pour la protection des consommateurs, par leurs communications sur le réchauffement climatique anthropique,. Dans ce cadre, le procureur E. Schneiderman émet plusieurs assignations contre ExxonMobil, déclarant que la comptabilité de la société relative au risque climatique « pourrait être un simulacre »,,,,,. Le procureur général du Massachusetts, Maura Healey, étudie simultanément ExxonMobil, déclarant : « Les entreprises de combustibles fossiles qui ont trompé les investisseurs et les consommateurs au sujet des dangers du changement climatique devraient être tenues responsables »,,. Le procureur général des Îles Vierges américaines, Claude Walker, a déclaré qu'il enquête sur ExxonMobil pour avoir violé la loi anti-rackette du territoire. Également en 2016, la Securities and Exchange Commission des États-Unis (SEC) a entamé une enquête fédérale pour savoir si ExxonMobil divulgue de manière appropriée les risques commerciaux d'AGW et sa valeur de ses actifs et de ses réserves.
À la mi-2017, la revue Environmental Research Letters publie l'étude de Supran et Oreskes, dénommée par la presse « Étude d’Harvard » (rapidement relayés par CNN et le New York Times). Cette analyse de contenu porte sur 187 documents provenant d’Exxon, écrits entre 1989 et 2014. Ces documents sont publics ou internes et aujourd’hui publiquement disponibles. Ce sont des études évaluées par des pairs, des réponses faites par le groupe à des allégations portées contre lui, des brochures d'entreprises et des publireportages (publicités au style éditorial dites « advertorials » payées 31 000 dollars en moyenne par Exxon). Ces publireportages sont conçus pour toucher des millions de lecteurs via les pages Op-Ed du New York Times (de 1989 à 2014). L'étude montre que durant près de quatre décennies, le géant pétrogazier Exxon a cherché à tromper le public et ses actionnaires et investisseurs sur les causes et risques du dérèglement climatique.
Alors que les scientifiques et les dirigeants d'Exxon reconnaissaient — en privé ou en interne — que le réchauffement climatique est réel et qu’il est causé par l'humain, le groupe finançait des publicités et des articles de journaux mettant en doute les données scientifiques au fur et à mesure de leur publication et/ou insistait fortement sur les incertitudes, tout en promouvant un récit incompatible avec les points de vue de la plupart des spécialistes du climat, « y compris ceux qui travaillaient en interne pour ExxonMobil et pour ses prédécesseurs Exxon et Mobil. 80 % environ des documents scientifiques et internes d'Exxon que les auteurs ont pu étudier reconnaissaient largement (et dès 1979) que le réchauffement climatique est « réel, causé par l'homme, sérieux et soluble » (quatre mots clés dont la recherche a montré qu’ils étaient de bons prédicteurs de la possibilité que la sphère publique finance des études sur ces thèmes). Un document interne de 1979 prévoyait même des « effets environnementaux dramatiques avant 2050 » en raison de la consommation de combustibles fossiles, mais 81 % des publireportages insérés dans le New York Times exprimaient au contraire le doute quant à la crédibilité des travaux du GIEC ou quant à la réalité du changement climatique. Ainsi en 1997 dans ce journal, Exxon affirmait encore que « la science du changement climatique est trop incertaine » et « on ne sait toujours pas quel rôle les gaz à effet de serre fabriqués par l'homme pourraient jouer dans le réchauffement de la planète ». « Ne nous précipitons pas sur une décision à Kyoto », un protocole qui selon Exxon pourrait « plonger les économies dans la tourmente ». L’étude d’Harvard montre que l’écart entre le discours public de l’entreprise et ce que savaient ou disaient en interne ses dirigeants est « systématique et quantifiable ». Les auteurs notent que contrairement à ce que certains ont allégué, Exxon n'a pas eu besoin de « réprimer » la science du climat : au contraire le groupe a financé en partie cette science, mais en y intégrant des non-scientifiques et/ou en faisant croire que le risque ne concernait qu’un futur lointain. Exxon disposait de son propre pool d’experts et de scientifiques dont les travaux de recherche était presque toujours hautement technique, cachés au sein des bureaux d’Exxon Mobil, ou publiés, mais dans des publications académiques uniquement accessibles via un système d’achat. Le groupe affirme que ses déclarations ont toujours été « compatibles » avec sa « compréhension de la science du climat » mais admet que « le risque de changement climatique est clair et justifie une action ».
Dans son enquête, le juge Schneiderman reproche aussi au secrétaire d'État Rex Tillerson d'avoir utilisé un pseudonyme (« Wayne Tracker ») pour envoyer des courriels liés au changement climatique alors qu'il était le PDG d'Exxon. Les actionnaires d’Exxon approuvent en mai 2017 une motion demandant à l'entreprise de mieux divulguer les risques auxquels elle est confrontée face à une diminution mondiale des émissions de carbone.
Une étude publiée en 2019 par des chercheurs de l'institut américain Climate Accountability Institute — qui fait autorité mondialement quant au rôle des grands producteurs d'hydrocarbures dans le réchauffement climatique, selon le journal britannique The Guardian — indique qu'ExxonMobil est la quatrième entreprise mondiale la plus émettrice de gaz à effet de serre depuis 1965, avec 41,90 milliards de tonnes d'équivalent CO2.
La compagnie dépense chaque année en moyenne 41 millions de dollars en lobbying pour bloquer les mesures de lutte contre le réchauffement climatique.

### Pollution
Le 24 mars 1989, le pétrolier Exxon Valdez s'échoue en pleine tempête sur un récif de la baie du Prince-William provoquant ainsi le déversement d'environ 40 000 tonnes de pétrole brut sur 2 000 km de côtes. La compagnie pétrolière a dépensé plus de 3,4 milliards de dollars pour nettoyer les côtes et les fonds pollués, pour dédommager plus de 30 000 pêcheurs et professionnels locaux et pour mettre terme aux poursuites judiciaires. En 1994, un jury fédéral condamne ExxonMobil à une amende de plus de cinq milliards de dollars : le groupe pétrolier s'engage alors dans une longue bataille judiciaire en contestant notamment le principe qui lui est appliqué de dommages dits punitifs. La Cour d'appel de Pasadena (Californie) se prononce définitivement en 2009 en confirmant un montant final de l'amende à 507,5 millions conformément à l'avis émis en juin 2009 par la Cour suprême des États-Unis.

#### Pollution plastique
En 2021, Exxon Mobil est désignée comme étant l'entreprise qui rejette le plus de plastique à usage unique chaque année (5,9 millions de tonnes). Une grande partie est rejetée dans la nature.

### Critiques
En 2013, Exxon Mobil porte plainte contre Fox et demande vingt millions de dollars. Exxon affirme que Fox contrevient à son droit de marque avec la chaine FXX à cause du logo ayant également deux « X » imbriqués. Les deux côtés annoncent un abandon des poursuites en novembre 2015.
Exxon Mobil figure en 2016 au cinquième rang du Top 100 des pollueurs atmosphériques aux États-Unis publié par l'Institut de recherche en politique économique de l'université du Massachusetts à Amherst.
Le 21 mai 2019, la fédération allemande pour l'environnement et la protection de la nature (Bund) révèle en utilisant les données fournies par l'agence fédérale de l'environnement allemande comme par l'Agence européenne des produits chimiques que 654 entreprises opérant en Europe ne respectent pas, entre 2014 et 2019, le protocole européen d'enregistrement, évaluation et autorisation des produits chimiques, censé protéger la santé et l'environnement des Européens. Ces entreprises, dont ExxonMobil fait partie, emploient massivement des substances de synthèse interdites et potentiellement dangereuses,,.
Le site InsideClimate News publie en 2015 des documents internes d'Exxon établissant que dès la fin des années 1970, les cadres de la firme connaissaient les effets climatiques prévisibles de la combustion des ressources fossiles, un mémo de 1979 expliquant par exemple : « La tendance actuelle de combustion des ressources fossiles causera des effets environnementaux dramatiques avant 2050. » Dans une audition menée par Alexandria Ocasio-Cortez à la chambre des représentants en octobre 2019, deux anciens scientifiques du groupe pétrolier reconnaissant l'authenticité de graphiques établis en 1982 montrant « les niveaux futurs de dioxyde de carbone, et le changement de température associé à l’évolution de cette concentration. Et c’est une représentation très précise de ce que le climat est effectivement devenu aujourd’hui ».

## Communication

### Activité de lobbying

#### Auprès des institutions de l'Union européenne
Exxon Mobil est représenté par le cabinet spécialisé Burson Cohn & Wolfe Sprl auprès de la Commission européenne. Il déclare en 2015 percevoir de l'entreprise pour cette activité des honoraires d'un montant compris entre 300 000 et 400 000 euros.

#### Aux États-Unis
Selon le Center for Responsive Politics, les dépenses de lobbying d'Exxon Mobil aux États-Unis s'élèvent en 2015 à 11 980 000 dollars.

## ExxonMobil en France

### Histoire
Le groupe est présent en France depuis 1902. La Bedford Petroleum Company, société anonyme française, a été constituée cette année-là. La Compagnie Standard franco-américaine est fondée en 1920 à la suite d'un accord entre la Banque de Paris et des Pays-Bas et la Standard Oil. Elle est présidée à l'origine par l'ancien ambassadeur Jules Cambon. Son conseil d'administration est constitué d'administrateurs américains, comme Alfred Cotton Bedford (vice-président), président de la Standard Oil de 1917 à 1925, et Henry E. Bedford, directeur pour l'Europe de la Standard Oil, et d'administrateurs français, tel Horace Finaly, directeur général de la Banque de Paris et des Pays-Bas. Elle est présidée après la mort de Jules Cambon en 1935 par le général François Anthoine avec Walter C. Teagle, président de la Standard Oil, comme vice-président et W. D Crampton comme administrateur-délégué. Le banquier Horace Finaly est encore administrateur à la fin des années 1930.
La Standard Oil est actionnaire de diverses sociétés de distribution de produits pétroliers, comme l'Économique, constituée en 1920 et qui fusionne en 1927 avec la Pétroléenne, dirigée par Léon Martin. Sont ensuite membres du conseil d'administration présidé par Léon Martin Henry E. Bedford, administrateur-délégué de la Compagnie Standard franco-américaine, de la Bedford Petroleum Company et de l'Économique, d'autres administrateurs de la Pétroléenne, John J. Hoff, président de la Bedford Petroleum Company et des dirigeants d'autres firmes dans lesquelles la Standard Oil a des intérêts (Société auxiliaire de transports, Compagnie générale des pétroles),. 
En 1929, la Standard Oil constitue la Société franco-américaine de raffinage pour exploiter la raffinerie de Port-Jérôme, entrée en fonctionnement en 1933. Elle est constituée avec d'autres firmes, Bedford Petroleum, A. André fils, fondée en 1877 par Alexandre André, dirigée depuis sa mort en 1918 par ses fils Jacques, Robert et Serge André, Quervel frères, etc. Elle est présidée par Léon Martin, secondé par Robert André. Elle est renommée en 1932 : elle devient la Standard franco-américaine de raffinage. 
L'Économique devient en décembre 1935 la Standard française des pétroles à l'occasion de sa fusion avec la société A. André fils. Le groupe est dès lors composé en France d'une holding, la Compagnie Standard franco-américaine, et de sociétés dans lesquelles elle a des intérêts financiers aux côtés d'actionnaires français : une société de distribution, la Standard française des pétroles, la Bedford Petroleum Company, la Standard franco-américaine de raffinage, la Compagnie générale des pétroles (distribution dans le Sud de la France), Quervel frères, la Société auxiliaire de transports (flotte de six pétroliers), et la firme Le Bitume liquide,. 
La Standard franco-américaine de raffinage est renommée en décembre 1936 Standard française des pétroles. Elle absorbe en 1936 la société du même nom et la Bedford Petroleum Company puis en 1939 la Société auxiliaire de transports et Quervel Frères,.
Robert André (1885-1962), docteur en droit, entré à la société A. André fils en 1909, administrateur de la Société franco-américaine de raffinage en 1929, de la Compagnie standard franco-américaine en 1931, est l'administrateur-délégué à partir de 1936 puis le P-DG de 1940 à 1948 de la Standard française des pétroles. Serge Scheer, directeur général, lui succède, jusqu'en 1966. Sous sa présidence, la firme s'installe dans le nouveau quartier d’affaires de La Défense, dans la tour Esso-standard et la raffinerie de Fos-sur-Mer vient s'ajouter aux raffineries de Port-Jérôme et de Bordeaux, inaugurée en 1959. Jacques Ballet, ancien directeur général, succède à Serge Scheer en 1966.
La Standard française des pétroles devient Esso Standard en 1952 puis Esso S.A.F. en 1974.
|                                        | 2014  | 2015  | 2016  | 2017  | 2018  |
| -------------------------------------- | ----- | ----- | ----- | ----- | ----- |
| Chiffre d'affaires en millions d'euros | 2 308 | 2 140 | 1 940 | 2 114 | 2 056 |
| Résultat net en millions d'euros       | −5    | +111  | +171  | +769  | −76   |
| Effectif moyen annuel                  | 1 445 | 1 406 | 1 348 | 1 193 | 1 167 |

### Activités
Esso SAF (Société anonyme française), qui a absorbé en 2003 la société Mobil Oil Française et dont le siège est situé à Nanterre, est une filiale d'ExxonMobil, détenue majoritairement par cette firme américaine, et cotée à la Bourse de Paris sous le symbole « ES ». Ses activités principales sont le raffinage et la distribution locale de produits pétroliers sous les marques Esso et Mobil.
Son P.-D.G. est Charles Amyot depuis le 1er juillet 2021, qui a succédé à M. Antoine Chassin du Guerny. Les autres administrateurs sont Catherine Dupont-Gatelman, Marie-Hélène Roncoroni, Véronique Saubot, Jean-Pierre Michel (administrateurs indépendants) et, outre le P.-D.G., 3 administrateurs salariés de sociétés du groupe ExxonMobil, Hélène de Carné Carnavalet, Philippe Ducom et Jean-Claude Marcelin.

### Implantations
En France, le groupe possèdait deux sites industriels principaux :
- une raffinerie, lancée en 1933, issue de la fusion de la raffinerie Esso et de la raffinerie Mobil qui opéraient comme deux sites distincts avant la fusion entre Exxon et Mobil, et une usine pétrochimique à Port-Jérôme (Notre-Dame-de-Gravenchon qui sera définitivement arrêtée en 2025), en bord de Seine, en amont du pont de Tancarville (Seine-Maritime) ;
- une deuxième raffinerie, de taille plus petite, à Fos-sur-Mer, à environ 50 km à l'Ouest de Marseille. (vendue le 1er novembre 2024)

### Données financières
En 2010, Esso SAF a réalisé un chiffre d'affaires de 12 425 762 000 € pour un résultat net de 155 403 000 €.
En 2012, Esso SAF a réalisé un chiffre d'affaires de 17 703 400 000 €.